# Scelotrichia
Scelotrichia är ett släkte av nattsländor. Scelotrichia ingår i familjen smånattsländor.

## Dottertaxa tillScelotrichia, i alfabetisk ordning[1]
- Scelotrichia asgiriskanda
- Scelotrichia bercabanghalus
- Scelotrichia bilah
- Scelotrichia buluhalus
- Scelotrichia cavernosa
- Scelotrichia ceesi
- Scelotrichia dasar
- Scelotrichia dolichocera
- Scelotrichia gerigi
- Scelotrichia glandulosa
- Scelotrichia hexalocha
- Scelotrichia insularis
- Scelotrichia ishiharai
- Scelotrichia jari
- Scelotrichia kait
- Scelotrichia kakatu
- Scelotrichia kenyella
- Scelotrichia kipas
- Scelotrichia laitimtik
- Scelotrichia lampai
- Scelotrichia levis
- Scelotrichia licini
- Scelotrichia marshalli
- Scelotrichia melanella
- Scelotrichia melanoptera
- Scelotrichia milinda
- Scelotrichia miselia
- Scelotrichia nana
- Scelotrichia nepalensis
- Scelotrichia paku
- Scelotrichia pucat
- Scelotrichia rienki
- Scelotrichia rincorama
- Scelotrichia rumput
- Scelotrichia saranganica
- Scelotrichia schmidi
- Scelotrichia simplex
- Scelotrichia supsup
- Scelotrichia thingana
- Scelotrichia thunama
- Scelotrichia toira
- Scelotrichia trifurcata
- Scelotrichia warabai